# Zgodovina Slovenije od leta 1918 do leta 1945
Zgodovina Slovenije od leta 1918 do leta 1945 je obdobje v zgodovini, v katerem je Slovenija prvič dobila samostojno vojsko in svojo prvo Narodno vlado.

## Država SHS
Z razpadom avstro-ogrske monarhije leta 1918 so južnoslovanski narodi nekdanje monarhije 29. oktobra 1918 razglasili narodno osvoboditev in ustanovitev samostojne države Slovencev, Hrvatov in Srbov s središčem v Zagrebu, ki pa ni bila nikoli mednarodno priznana državna tvorba.
31. oktobra 1918 je ljubljanski Narodni svet imenoval Narodno vlado SHS. Za predsednika vlade je bil imenovan Josip Pogačnik. Narodno vlado je potrdil tudi Narodni svet v Zagrebu, s tem pa je slovenska Narodna vlada dobila tudi vsa zakonodajna in izvršilna pooblastila. Država SHS je imela skupno samo zunanjo in vojaško politiko. Sredi novembra 1918 je Narodna vlada SHS izdala Naredbo o prehodni upravi, ki predstavlja prvo slovensko ustavo. Ta ustava je Sloveniji določila tudi samostojno delovanje na obrambnem področju, saj skupna država ni bila sposobna izvajati obrambne politike. Razlog za ta korak je bila razglasitev o nedeljivosti dežele in pripadnost Avstriji, ki jo je razglasila Koroška deželna vlada. Poleg tega je italijanska vojska na vzhodu prekoračila razmejitveno črto, ki je bila določena v Londonskem sporazumu. Prodirajoče italijanske sile je 14. novembra v Logatcu po nalogu Narodnega sveta zaustavila srbska vojaška enota pod vodstvom Stevana Švabića.
Na slovenski severni meji je Rudolf Maister 1. novembra 1918 s svojimi vojaki prevzel nadzor nad Mariborom in mesto z okolico razglasil za del Slovenije. Podporo mu je izrekel štajerski Narodni svet, ki ga je povišal v generala. Na Koroškem je koroški Heimwehr do konca leta 1918 prevzel nadzor nad ozemljem in od tam pregnal slovenske enote.
Medtem se je na političnem področju vse bolj začelo oblikovati stališče, da se mora Država SHS združiti s Kraljevino Srbijo. Sredi novembra je svoje mnenje o tem podal tudi Kulturni odsek Narodnega sveta, ki je sprejel resolucijo, v kateri so se zavzemali za slovensko kulturno avtonomijo in jezikovno kontinuiteto. Kasneje so resolucijo na pritisk liberalnih strank umaknili in podprli unitarizem.
Glasovanje o združitvi je potekalo 23. novembra 1918 v Zagrebu, ljubljanska Narodna vlada pa je odločila, da bodo na njem njeni predstavniki glasovali za takojšnjo združitev s Kraljevino Srbijo v skupno državo.
V Prekmurju (Slovenska krajina-program) so Jožef Klekl in drugi politiki hoteli ob Muri udejanjiti bodisi avtonomni entitet Madžarske ali svobodno državo. Kasneje se je Klekl odločil, da se Slovenska krajina enostavno združi s Slovenijo, oziroma s takratno Državo SHS. Leta 1919 je v Murski Soboti Vilmoš Tkalec oznanil samostojno Mursko republiko (obstajala je šest dni), ampak v Prekmurju dejansko ni bilo stvarnih teženj po neodvisnosti.

## Kraljevina SHS
Kraljevina Srbov, Hrvatov in Slovencev je bila razglašena 1. decembra 1918 v Zagrebu, že januarja 1919 pa so bile ukinjene avtonomne narodne vlade. Imenovane so bile nove deželne vlade z omejenimi pooblastili. Deželna vlada Slovenije je imela šest poverjenikov, ki so sodelovali pri pripravi prve ustave nove države.
Med tem so se v Sloveniji stopnjevala nesoglasja med političnimi strankami, predvsem med unitaristično JDS in katoliško konzervativno SLS. SLS je javno zagovarjala slovensko avtonomijo in večjo vlogo katoliške cerkve v političnem življenju. Poleg tega se je SLS zavzemala tudi za večjo zaščito kmetov in delavcev.
28. novembra 1920 so bile v Sloveniji volitve v ustavodajno skupščino, v luči volitev pa so se ustanavljale nove stranke, že obstoječe stranke pa so se združevale ali razpadale. Tako sta leta 1920 na novo nastali Samostojna kmetijska stranka in Narodno socialistična stranka, Jugoslovanska demokratska stranka, tako so se od 1918 imenovali liberalci v Sloveniji, se je združila s sorodnimi strankami v Demokratsko stranko, od Jugoslovanske socialdemokratske stranke pa se je odcepila Delavska socialistična stranka za Slovenijo, ki je vstopila v KPJ (ta je nastala že leta 1919). Preostanek JSDS je leta 1921 vstopil v Socialistično stranko Jugoslavije.
Na teh volitvah je Slovenija dobila 40 poslanskih mest. SLS je dobila 15 mest, SKS 8, JSDS 6, KPJ 6, DS 3 in NS 2 mesti.

## Slovenci v Avstriji
Vprašanje severne meje se je rešilo s koroškim plebiscitom 10. oktobra 1920. Na tem plebiscitu, pred katerim je Avstrija vodila ostro propagandno kampanjo, so se prebivalci zasedenih ozemelj odločili za priključitev k Avstriji, s čimer je Slovenija izgubila še dodaten del slovenskega naselitvenega prostora.

## Slovenci v Kraljevini Italiji
Na pogajanjih med Kraljevino in Italijo za določitev meje med državama so se Slovenci zavzemali za razmejitev po narodnostni meji; to stališče pa so zavzemali tudi na pariški mirovni konferenci leta 1919. Italijani so pa vztrajali na meji, ki so jo zahtevali že v londonskem paktu.
Mednarodna skupnost je zadeve na koncu prepustila v reševanje Kraljevini SHS in Italiji. Državi sta na koncu vprašanje meje rešili z rapalsko pogodbo s katero je bila določena meja, ki je potekala po razvodju med Črnim in jadranskim morjem. Rapalska pogodba je bila podpisana 12. novembra 1920: Italija je z njenim podpisom priznala Kraljevino SHS, v zameno pa je Italija pridobila velik del slovenskega naselitvenega prostora, na katerem je prebivalo 327.230 Slovencev, in del hrvaškega naselitvenega prostora, na keterem je prebivalo približno 180.000 Hrvatov. Italija je na novo pridobljeno ozemlje, ki je obsegalo Goriško, Trst, Istro in nekdanje avstrijske okraje: trbiškega, idrijskega, postojnskega in ilirskobistriškega je Italija poimenovala Julijska krajina. Po letu 1923 so prej enotno upravno-politično enoto razdelili na province, tako da Slovenci v nobeni niso imeli večine.

## Vidovdanska ustava
Ustavodajna skupščina je 28. junija 1921 sprejela vidovdansko ustavo, s katero je država postala unitaristična in centralistična, na čelo pa je postavila dinastijo Karađorđevićev. Posledica te ustave je bila zahteva 43 vidnih slovenskih kulturnikov in znanstvenih delavcev po avtonomiji Slovenije znotraj države. Zahtevo so podali v začetku leta 1922, podporo pa so dobili v številnih manjših političnih strankah ter med slovenskimi kulturnimi delavci.
Leta 1923 so se tudi slovenski komunisti zavzeli novo državno ureditev, ki naj bi bila po njihovem federacija delavsko-kmečkih republik. Že leta 1924 se je Slovenska republikanska stranka pod vodstvom Antona Novačana združila s slovenskimi avtonomisti pod vodstvom Dragotina Lončarja in Albina Prepeluha v Slovensko republikansko stranko kmetov in delavcev. Stranka je leta 1925 objavila program za samostojno Slovenijo v okviru federativne Jugoslavije.
Leta 1927 je slovenska SLS pod vodstvom Antona Korošca sklenila blejski sporazum s Srbsko radikalno stranko, ki jo je zastopal Velja Vukčević, da bosta stranki na volitvah nastopili skupaj. To je pomenilo, da se je SLS odrekla avtonomistični politiki. Na volitvah je stranka dosegla velik uspeh in Anton Korošec je postal edini nesrbski predsednik katere od jugoslovanskih vlad. Položaj predsednika vlade je zasedal od julija 1928 do januarja 1929, med tem pa si je njegova stranka nakopala veliko zamer zavednih Slovencev, veliko neodobravanje pa so izražali tudi hrvaški katoliški krogi.

## Kraljevina Jugoslavija
Zaradi neprestanih političnih kriz je kralj januarja 1929 razpustil Narodno skupščino in razveljavil ustavo. Šestega januarja je razglasil novo, t. i. šestojanuarsko ustavo in uzakonil diktaturo. To je SLS v Sloveniji sprva podprla, saj je menila, da bo z njo kralj razmere umiril in v državo vrnil red. Zaradi tega je SLS vstopila v vlado, ki jo je sestavil premier Petar Živković.
KPJ, ki je bila prepovedana že leta 1921 se je diktaturi uprla in pozivala celo k oboroženemu uporu, kar pa je stranki prineslo še večje preganjanje.
Kralj je državo preuredil in jo razdelil na devet banovin, s čimer je poskušal ukiniti vse narodne institucije nekdanje države, zaradi česar jo je dal preimenovati v Kraljevino Jugoslavijo. Slovenija je postala Dravska banovina, ozemlje današnje Bele krajine in del Kočevskega pa sta do leta 1931 spadala pod Savsko banovino. Banovinam je načeloval ban, ki ga je imenoval kralj osebno, dravska pa je imela sedež v Ljubljani.
Notranje napetosti in politično posredovanje nekaterih evropskih držav, med katerimi sta bili najbolj glasni Francija in Češkoslovaška sta prisilili kralja, da je leta 1931 izdal novo, t. i. oktroirano ustavo. Ta ustava naj bi spremenila določene politične relacije v državi, a tega ni storila v bistveni meri. Politične stranke so bile še vedno prepovedane na narodni, verski in razredni podlagi, centralistična enotnost pa je bila še vedno osnova delovanja države. Iz teh razlogov je SLS izstopila iz vlade, liberalne stranke v Sloveniji pa so podpirale novo ustavo. Z izstopom iz vlade je SLS postala prepovedana stranka.

## Druga svetovna vojna
V Jugoslaviji se je v času Stojadinovićeve vlade med letoma 1935 in 1939 začel vzpon fašistične miselnosti. Po izbruhu druge svetovne vojne v Evropi se je kmalu pokazalo, da bo tudi Jugoslavija kmalu ujeta v spopade. Politični vrh se je odločil, da bo pristopil k trojnemu paktu, kar se je zgodilo 25. marca 1941. Posledica te odločitve so bile splošne ljudske demonstracije, ki so vodile v vojaški udar, s katerim je bila vlada odstranjena, Jugoslavija pa je 27. marca preklicala vstop. V novi vladi sta dobila svoje mesto tudi dva člana SLS, Franc Kulovec in Miha Krek.
Napad na Jugoslavijo, s kodnim imenom Operacija Belo se je začel 6. aprila 1941. Jugoslovanska vlada se je preko Egipta umaknila v London, na domačih tleh pa je vojna med vojskami sil Osi in Jugoslovansko kraljevo vojsko trajala do 17. aprila, ko je jugoslovanska vojska brezpogojno kapitulirala. Slovenija je bila po ustanovitvi fašistične Neodvisne države Hrvaške 10. aprila 1941 povsem odrezana od dogodkov v ostalih delih Jugoslavije in že kmalu zasedena. Po kapitulaciji je bilo slovensko ozemlje razdeljeno na tri dele.
Pod nemško okupacijo so prišle slovenska Štajerska, Gorenjska in slovenska Koroška, skupaj 10.261 kvadratnih kilometrov ozemlja.
Prekmurje je prišlo pod madžarsko okupacijsko oblast, ki je tako dobila 997 km² slovenskega ozemlja.
Italijani pa so dobili večji del Notranjske, Dolenjsko in Ljubljano, skupaj 4.544 km² s 340.000 prebivalci.
Zasedena ozemlja so te tri države kmalu priključile k matičnim državam. 3. maja 1941 je to prva storila Italija, ki je Ljubljansko pokrajino, kot je imenovala svoj del slovenskega ozemlja, na ta dan združila z Italijo. Madžari so prekmurje priključili k Madžarski decembra 1941, Nemci pa so sicer imeli načrte za priključitev izdelane že ob zasedbi, a formalno zasedenih območij niso nikoli vključili v Tretji Rajh. Kljub temu so prebivalce zasedenih območij obravnavali kot lastne državljane in jih začeli klicati v nemško vojsko. Prav tako so tem območjem predpisali nemške zakone, za njihovo dosledno izvajanje pa so imenovali dva gaulajterja, enega za Koroško in enega za Štajersko.